# Golfo di Termini Imerese
Il Golfo di Termini Imerese è un'insenatura situata vicino alla città omonima, e limitata a est dalla Rocca di Cefalù e a ovest da Capo Zafferano. Esso prende il nome da Termini Imerese, nella città metropolitana di Palermo.
La costa si presenta articolata con sporgenze (da ovest ad est, rispettivamente: Capo Zafferano, Sòlanto, Capo Grosso, Punta Petrarella o Cala Secca, Capo Plaia, Capo Santa Lucia e la Rocca di Cefalù) e rientranze (cale e rade). Le rade hanno spesso subìto nel corso dei secoli fenomeni di progressivo interrimento costiero con vistosi fenomeni di aggradazione-progradazione. Emblematico è il caso della rada di Termini Imerese, recentemente studiato da Contino (2005). Questo studioso ha ricostruito, a partire dal I secolo d.C. e utilizzando dati storici, geologici e geoarcheologici, le progressive fasi di interrimento costiero dapprima dell'area portuale romana e successivamente del porto attuale.